# Zāvīyeh-ye Soflá
Zāvīyeh-ye Soflá (persiska: زاويِّۀ سُفلَى, زاويِّۀ پائين, زاویه سفلی, زاوِيِه, زاويِّه) är en ort i Iran.   Den ligger i provinsen Västazarbaijan, i den nordvästra delen av landet, 700 km nordväst om huvudstaden Teheran. Zāvīyeh-ye Soflá ligger 1 819 meter över havet och antalet invånare är 401.
Terrängen runt Zāvīyeh-ye Soflá är huvudsakligen kuperad, men den allra närmaste omgivningen är platt. Runt Zāvīyeh-ye Soflá är det ganska glesbefolkat, med 39 invånare per kvadratkilometer. Närmaste större samhälle är Seyah Cheshmeh, 7,6 km sydost om Zāvīyeh-ye Soflá. Trakten runt Zāvīyeh-ye Soflá består i huvudsak av gräsmarker.